# Ролан Гусев
Ролан Александрович Гусев е руски футболист и треньор. Наставник на младежкия отбор на ЦСКА Москва и националния отбор на Русия за юноши до 16 г.
Играл е като десен полузащитник. Голмайстор на Руска Премиер Лига (с Дмитрий Кириченко) през 2002 година.

## Кариера
Гусев започва кариерата си в Динамо Москва. През 2001, заедно със съотборника си Дейвидас Шемберас преминават в ЦСКА Москва. Има слухове, че Гусев не е взет на Мондиал 2002 от Олег Романцев, защото е предпочел да премине в ЦСКА, вместо в Спартак Москва. В първия си сезон с екипа на Армейците, Гусев вкарва 15 гола и става голмайстор на шампионата, заедно със съотборника си Дмитрий Кириченко. Ролан участва на Евро 2004, където изиграва 2 мача.
Гусев губи титулярното си място от сърбина Милош Красич. През 2007 преминава в Днепър. От 2009 е футболист на Арсенал Киев, където играе под наем. На 6 декември 2010 подписва договор с Арсенал. Изиграва само 9 срещи и е освободен. След като не си намира отбор, решава да сложи край на кариерата си.

## Статистика
| Сезон       | Команда               | Кол-во игр | Кол-во голов |
| ----------- | --------------------- | ---------- | ------------ |
| 1996        | ФК Динамо Москва      | 16         | 0            |
| 1997        | „Динамо“ Москва       | 7          | 0            |
| 1998        | „Динамо“ Москва       | 17         | 1            |
| 1999        | „Динамо“ Москва       | 30         | 5            |
| 2000        | „Динамо“ Москва       | 30         | 12           |
| 2001        | „Динамо“ Москва       | 27         | 4            |
| 2002        | ЦСКА                  | 30         | 14           |
| 2003        | ЦСКА                  | 26         | 9            |
| 2004        | ЦСКА                  | 28         | 4            |
| 2005        | ЦСКА                  | 25         | 4            |
| 2006        | ЦСКА                  | 18         | 1            |
| 2007        | ЦСКА                  | 16         | 0            |
| 2007 – 2008 | Днипро Днепропетровск | 11         | 0            |
| 2008 – 2009 | „Днипро“              | 4          | 0            |
| 2008 – 2009 | Арсенал Киев          | 8          | 0            |
| 2009 – 2010 | „Арсенал“ Киев        | 17         | 1            |
| 2010 – 2011 | „Арсенал“ Киев        | 23         | 2            |